# フリースランド・カンピーナ
コーニンクレッカ・フリースランド・カンピーナN.V.(オランダ語: Koninklijke FrieslandCampina N.V.)はオランダのアメルスフォールトに本拠地を置く多国籍酪農共同組合。2008年12月31日にフリースラントフーズとカンピーナが合併して誕生した。
世界最大級の酪農共同組合であり、年商110億ユーロ(2016年)を叩き出す世界でも5本の指に入る酪農会社である。フリースランド・カンピーナは33カ国に支社を持ち、全社で21927人の従業員を雇用している。
主なブランドに Friesche Vlag (インドネシアではFrisian Flag)やChocomel、Fristi、Dutch Lady、Appelsientje、Milner、Campina、Landliebe、Optimel、Mona、"Mix'it"がある。フリースランド・カンピーナの製品は世界100カ国以上で販売されている。